# Gelfand-Tripel
Das Gelfand-Tripel (auch Gelfandscher Dreier, Banach-Gelfand-Tripel oder ausgerüsteter Hilbert-Raum) bezeichnet in der Funktionalanalysis ein Raum-Tripel {\displaystyle (V,H,V'),} bestehend aus einem Hilbert-Raum {\displaystyle H}, einem topologischen Vektorraum {\displaystyle V} (zum Beispiel ein Banach-Raum) und seinem topologische Dualraums {\displaystyle V'}. Der Raum {\displaystyle V} wird so gewählt, dass {\displaystyle V} ein dicht liegender Unterraum von {\displaystyle H} ist und seine Inklusion stetig ist. Diese Konstruktion hat nun den Vorteil, dass sich Elemente aus {\displaystyle H} mittels des Darstellungssatzes von Fréchet-Riesz als Elemente des Dualraumes {\displaystyle V'} identifizieren lassen.
Das Gelfand-Tripel ist nach Israel Gelfand benannt.

## Definition
Sei {\displaystyle (H,\langle \cdot ,\cdot \rangle _{H})} ein separabler Hilbert-Raum und {\displaystyle V\subset H} ein darin dicht liegender topologischer Vektorraum und die Inklusion {\displaystyle i_{1}:V\hookrightarrow H} sei stetig. {\displaystyle H'} und {\displaystyle V'} bezeichnen die dazugehörigen Dualräume.
Dann gilt die dichte Inklusion
{\displaystyle V\subset H\subset V',}
in dem wir {\displaystyle H} mit {\displaystyle H'} über die Fréchet-Riesz-Darstellung identifizieren. Daraus folgt, dass die Abbildung {\displaystyle i_{2}:H'\to V'} stetig ist. Das Tripel {\displaystyle (V,H,V')} nennt man Gelfand-Tripel.
Der Schlüsselaspekt des Gelfand-Tripels ist nun die Beziehung zwischen der dualen Paarung auf {\displaystyle V\times V'} und dem Hilbert-Skalarprodukt auf {\displaystyle H\times H}, den es gilt nun für {\displaystyle v\in V\subset H} und {\displaystyle h\in H\subset V'} die Gleichung
{\displaystyle {}_{V'}\langle h,v\rangle _{V}=\langle h,v\rangle _{H}}

### Herleitung im Fall wennVein reflexiver Banach-Raum ist
Sei {\displaystyle (H,\langle \cdot ,\cdot \rangle _{H})} ein separabler Hilbert-Raum, {\displaystyle V\subset H} ein darin dicht liegender reflexiver Banach-Raum und die Inklusion {\displaystyle i_{1}:V\hookrightarrow H} sei stetig. Die Separabilität von {\displaystyle H} garantiert uns die Existenz eines in {\displaystyle H} dicht liegenden Unterraumes.
Es folgt aus diesen Eigenschaften, dass folgende dichte Inklusion gilt
{\displaystyle V\subset H\subset V',}
in dem wir {\displaystyle H} mit {\displaystyle H'} identifizieren.
Es gilt nun für alle {\displaystyle h\in H,v\in V}
{\displaystyle \langle h,v\rangle _{H}={}_{V'}\langle h,v\rangle _{V}}
wobei die rechte Seite die duale Paarung bezeichnet. Das Tripel {\displaystyle (V,H,V')} ist ein Gelfand-Tripel.

#### Herleitung der Inklusion
Es lässt sich zeigen, dass auch {\displaystyle H'\subset V'} dicht liegt und die Inklusion {\displaystyle i_{2}:H'\hookrightarrow V'} stetig ist (folgt direkt aus der Reflexivität von {\displaystyle V}).
Für ein {\displaystyle \varphi \in H'} und {\displaystyle x\in H} definieren wir die duale Paarung
{\displaystyle {}_{H'}\langle \varphi ,x\rangle _{H}:=\varphi (x).}
Für jedes {\displaystyle \varphi \in H'} existiert eine eindeutige Riesz-Darstellung {\displaystyle h_{\varphi }\in H}, so dass
{\displaystyle {}_{H'}\langle \varphi ,x\rangle _{H}=\langle x,h_{\varphi }\rangle _{H}}
für alle {\displaystyle x\in H} gilt. Deshalb können wir {\displaystyle H'} mit {\displaystyle H} identifizieren {\displaystyle H\cong H'} und daraus folgt die Inklusion
{\displaystyle V\subset H\subset V'}
und auch {\displaystyle i_{3}:H\hookrightarrow V'} ist stetig.

## Beispiele und Anwendungen
- Sei {\displaystyle L^{2}(\mathbb {R} ^{n})} ein Lp-Raum, {\displaystyle {\mathcal {S}}(\mathbb {R} ^{n})} der Schwartz-Raum und {\displaystyle {\mathcal {S}}'(\mathbb {R} ^{n})} der Raum der temperierten Distributionen. Dann ist das Tripel {\displaystyle ({\mathcal {S}},L^{2},{\mathcal {S}}')} ein Gelfand-Tripel.
- Seien {\displaystyle \ell ^{1},\ell ^{2},\ell ^{\infty }} die Folgenräume der beschränkten Folgen. Dann ist das Tripel {\displaystyle (\ell ^{1},\ell ^{2},\ell ^{\infty })} ein Gelfand-Tripel.
- Sei {\displaystyle \Omega \subset \mathbb {R} ^{n}} offen, {\displaystyle L^{2}(\Omega )} ein Lp-Raum. Mit {\displaystyle H_{0}^{1,p}(\Omega )} für {\displaystyle p\in [2,\infty )} wird der (beschränkte) Sobolew-Raum {\displaystyle H_{0}^{1,p}(\Omega )={\overline {C_{c}^{\infty }(\Omega )}}} und mit {\displaystyle H^{-1,p}:=(H_{0}^{1,p}(\Omega ))'} sein Dualraum bezeichnet. Dann ist {\displaystyle (H_{0}^{1,p},L^{2},H^{-1,p})} ein Gelfand-Tripel.[1]
- In der White-Noise-Analysis: sei {\displaystyle S_{1}} der Kondratiew-Raum der stochastischen Test-Funktionen, {\displaystyle {\mathcal {W}}} der Raum des weißen Rauschen, {\displaystyle S_{-1}} der Kondratiew-Raum der stochastischen Distributionen. Dann ist {\displaystyle (S_{1},{\mathcal {W}},S_{-1})} ein Gelfand-Tripel.

## Anwendungen
Sei {\displaystyle (H_{0}^{1,p},L^{2},H^{-1,p})} das Gelfand-Tripel aus dem vorigen Beispiel. Der Laplace-Operator {\displaystyle \Delta \colon C_{0}^{\infty }(\mathbb {R} ^{n})\to L^{2}(\mathbb {R} ^{n})} ist nicht stetig. Sei {\displaystyle A=\Delta } die Fortsetzung des Operators auf dem Gelfand-Tripel mit {\displaystyle A\colon H_{0}^{1,p}\to H^{-1,p}}, dann ist {\displaystyle A} stetig.

## Negative Norm
Ein Gelfandscher Dreier {\displaystyle (V,H,V')} erlaubt die Konstruktion einer sogenannten negativen Norm. Die negative Norm eines Elementes {\displaystyle y\in H} wird durch
{\displaystyle \|y\|_{-1}:=\sup _{x\in V}{\frac {|\langle x,y\rangle _{H}|}{\|x\|_{V}}}}
definiert und wir notieren den Dualraum ausgestattet mit dieser Norm als {\displaystyle V^{-1}}.
Es lässt sich folgende Ungleichung für {\displaystyle y\in V} herleiten
{\displaystyle \|y\|_{-1}\leq K\|y\|_{H}\leq C\|y\|_{V}}
für feste Konstanten {\displaystyle K,C>0}.